# Карнота (Португалія)
Карнота (порт. Carnota; МФА: [kaɾ.ˈno.tɐ]) — парафія в Португалії, у муніципалітеті Аленкер. Розташована в західній частині країни, на теренах історичної португальської провінції Ештремадура. Входить до складу округу Лісабон. За адміністративним поділом, чинним до 1976 року, терени парафії були складовою провінції Ештремадура. Належить до Лісабонського патріархату Католицької церкви. Патрон — свята Анна. Площа — 18,0860 км². Населення — 1678 ос. (2011). Слабо урбанізований регіон. Густота населення — 92,78 осіб/км²
. Код — 110106.

## Населення
| Кількість мешканців | Кількість мешканців | Кількість мешканців | Кількість мешканців | Кількість мешканців | Кількість мешканців | Кількість мешканців | Кількість мешканців | Кількість мешканців | Кількість мешканців | Кількість мешканців | Кількість мешканців | Кількість мешканців | Кількість мешканців | Кількість мешканців |
| ------------------- | ------------------- | ------------------- | ------------------- | ------------------- | ------------------- | ------------------- | ------------------- | ------------------- | ------------------- | ------------------- | ------------------- | ------------------- | ------------------- | ------------------- |
| 1864                | 1878                | 1890                | 1900                | 1911                | 1920                | 1930                | 1940                | 1950                | 1960                | 1970                | 1981                | 1991                | 2001                | 2011                |
| 1 170               | 1 133               | 1 210               | 1 389               | 1 486               | 829                 | 1 801               | 1 961               | 2 249               | 1 920               | 1 858               | 1 800               | 1 669               | 1 695               | 1 678               |